# Polar U.S.A.
La collection Polar U.S.A. est une collection de littérature policière de poche publié chez l'éditeur Gérard de Villiers de 1988 à 1991. Elle est parfois orthographiée Polar USA par simplification typographique.
Sa principale particularité est de ne publier que des histoires inédites d'auteurs américains de romans policiers. Elle est notamment lancée par l'éditeur Gérard de Villiers dans le but de concurrencer les collections historiques que sont la Série noire et le Fleuve noir et de suivre le succès naissant de la jeune collection Rivages/Noir de l'éditeur Payot & Rivages.
Elle offre ainsi au lecteur français les premières traductions de nombreux auteurs américains. À l'arrêt de la collection, certains écrivains seront repris par la concurrence (James Lee Burke devient l'un des auteurs majeurs de Rivages/Noir, Sue Grafton est accueilli par les Presses de la cité puis par les éditions du Seuil, Kem Nunn et Nick Tosches sont publiés par la Série noire et plus récemment William G. Tapply est redécouvert par les éditions Gallmeister).
Cette collection comprend 54 volumes.

## Liste des ouvrages publiés dans la collection Polars U.S.A.
| No   | Auteur               | Titre                            | Titre original                 | Année de parution dans la collection |
| ---- | -------------------- | -------------------------------- | ------------------------------ | ------------------------------------ |
| 0001 | Grady, James         | Dur, dur ...                     | Hard Bargains                  | 1988                                 |
| 0002 | Adams, Harold        | Le Menteur nu                    | The Naked Liar                 | 1988                                 |
| 0003 | Boyer, Rick          | Rouges Marguerites               | The Daisy Ducks                | 1988                                 |
| 0004 | Byrd, Max            | Qui va à la chasse perd sa place | Finders Weepers                | 1988                                 |
| 0005 | Adams, Harold        | Le Bootlegger                    | The Missing Moon               | 1988                                 |
| 0006 | Grafton, Sue         | Bluff mortel                     | A is for Alibi                 | 1988                                 |
| 0007 | Greenleaf, Stephen   | Liste rouge                      | Toll Call                      | 1988                                 |
| 0008 | Grafton, Sue         | Au bout du rouleau               | D is for Deadbeat              | 1988                                 |
| 0009 | Davis, Kenn          | Un silence de mort               | Words Can Kill                 | 1988                                 |
| 0010 | Hilary, Richard      | Dettes de jeu                    | Pieces of Cream                | 1988                                 |
| 0011 | Harrington, Joyce    | Nuit sanglante                   | Dreemz of the Night            | 1988                                 |
| 0012 | Estleman, Loren D.   | Lady Yesterday                   | Lady Yesterday                 | 1988                                 |
| 0013 | Reeds, Stephen       | Overdose                         | The Mna Who Killed his Brother | 1988                                 |
| 0014 | Krasner, William     | Le Flambeur                      | The Gambler                    | 1989                                 |
| 0015 | Kelly, Bill          | La Loi du Bronx                  | Street Dance                   | 1989                                 |
| 0016 | Burke, James Lee     | Légitime Défense                 | The Neon Rain                  | 1989                                 |
| 0017 | Adams, Harold        | Meurtre                          | Murder                         | 1989                                 |
| 0018 | Davis, Kenn          | La Nuit des sorcières            | As October dies                | 1989                                 |
| 0019 | Murray, William      | Les Jeux sont faits              | When the Fat Man Sings         | 1989                                 |
| 0020 | Grafton, Sue         | C comme cadavre                  | C for Corpse                   | 1989                                 |
| 0021 | Adams, Harold        | La Quatrième Veuve               | The Fourth Widow               | 1989                                 |
| 0022 | Davis, Kenn          | Paroxysme                        | Melting Point                  | 1989                                 |
| 0023 | Westbrook, Robert    | Rachmaninoff'blues               | Nostalgia Kills                | 1989                                 |
| 0024 | Greth, Roma          | Ultimatum                        | Now You Don't                  | 1989                                 |
| 0025 | Grafton, Sue         | Le Fugitif                       | F is for Fugitif               | 1989                                 |
| 0026 | Pedneau, Dave        | Mort à l'arrivée                 | D.O.A.                         | 1989                                 |
| 0027 | Tapply, William G.   | L'habit ne fait pas le moine     | The Marine Corpse              | 1989                                 |
| 0028 | Grafton, Sue         | Fausse Piste                     | B is for Burglar               | 1989                                 |
| 0029 | Carlson, Patricia M. | Folie douce                      | Murder is Academic             | 1989                                 |
| 0030 | Tosches, Nick        | Les Pièges de la nuit            | Cut Numbers                    | 1989                                 |
| 0031 | Nunn, Kem            | Comme frère et sœur              | Tapping the Source             | 1990                                 |
| 0032 | Westbrook, Robert    | Serial Killer                    | The Left-Handed Policeman      | 1990                                 |
| 0033 | Bass, Milton         | Plaie d'argent                   | Dirty Money                    | 1990                                 |
| 0034 | Pedneau, Dave        | Vengeances                       | A.P.B.                         | 1990                                 |
| 0035 | Stinson, Jim         | Contre-plongée                   | Low Angles                     | 1990                                 |
| 0036 | Pendleton, Don       | Joe Copp                         | Copp for Hire                  | 1990                                 |
| 0037 | Kelly, Bill          | Deux meurtres dans la ville      | Dream Street                   | 1990                                 |
| 0038 | Greenleaf, Stephen   | Histoire de fou                  | Beyond Blame                   | 1990                                 |
| 0039 | Davis, Kenn          | Mort d'une diva                  | The Forza Trap                 | 1990                                 |
| 0040 | Bass, Milton         | Fin de parcours                  | The Moving Finger              | 1990                                 |
| 0041 | Izzi, Eugene         | La Huitième Victime              | The Eighth Victim              | 1990                                 |
| 0042 | Grafton, Sue         | Preuve par quatre                | E is for Evidence              | 1990                                 |
| 0043 | Byrd, Max            | California Thriller              | California Thriller            | 1990                                 |
| 0044 | Engleman, Paul       | Le Bal des anges                 | Catch a Falling Angel          | 1990                                 |
| 0045 | Izzi, Eugene         | Le Petit Truand                  | The Booster                    | 1990                                 |
| 0046 | Reynolds, William J. | Puzzle                           | The Nebraska Quotient          | 1990                                 |
| 0047 | McClintick, Malcolm  | La Part du feu                   | Death of an Old Flame          | 1990                                 |
| 0048 | Brandon, Jay         | Zone interdite                   | Dead Bolt                      | 1990                                 |
| 0049 | Reynolds, William J. | Toutes ces petites coïncidences  | Money Trouble                  | 1990                                 |
| 0050 | Engleman, Paul       | Les Liens du sang                | Murder in-law                  | 1990                                 |
| 0051 | MacGregor, T. J.     | Champs noirs                     | Dark Fields                    | 1991                                 |
| 0052 | Spencer, Ross H.     | La Capture du fou                | The Missing Bishop             | 1991                                 |
| 0053 | Gorman, Ed           | Dans quelques jours l'automne    | The Autumn Dead                | 1991                                 |
| 0054 | Berg, Barry          | Qui cherche trouve               | Hide and Seek                  | 1991                                 |